# Ctenus colombianus
Ctenus colombianus este o specie de păianjeni din genul Ctenus, familia Ctenidae, descrisă de Mello-leitao, 1941.
Este endemică în Columbia. Conform Catalogue of Life specia Ctenus colombianus nu are subspecii cunoscute.